# Nissan Terrano
Nissan Terrano – terenowy samochód osobowy produkowany przez japońską firmę Nissan w latach 1986–2006 sprzedawany na rynku europejskim. Dostępny jako 2- i 4-drzwiowy SUV. Do napędu używano silników R4 i V6. Moc przenoszona była na oś tylną lub na cztery koła poprzez 4-biegową automatyczną bądź 5-biegową manualną skrzynię biegów. Samochód został zastąpiony przez model Pathfinder.
W 2013 Nissan zaprezentował nową wersję Terrano. Pojazd bazuje na tych samych podzespołach, co Dacia Duster. Model zaprezentowany został w Indiach.

## Dane techniczne

### '92 R4 2.7 TD
Źródło:
- R4 2,7 l (2664 cm³), turbo
- Układ zasilania: wtrysk
- Średnica cylindra × skok tłoka: 96,00 mm × 92,00 mm
- Stopień sprężania: 21,9:1
- Moc maksymalna: 100 KM (74 kW) przy 4000 obr./min
- Maksymalny moment obrotowy: 220 N•m przy 2200 obr./min
- Przyspieszenie 0-100 km/h: 18,0 s
- Prędkość maksymalna: 150 km/h

### '92 V6 3.0i
Źródło:
- V6 3,0 l (2960 cm³), 2 zawory na cylinder, SOHC
- Układ zasilania: wtrysk
- Średnica cylindra × skok tłoka: 87,00 mm × 83,00 mm
- Stopień sprężania: 9,0:1
- Moc maksymalna: 150 KM (110 kW) przy 4600 obr./min
- Maksymalny moment obrotowy: 239 N•m przy 4000 obr./min
- Przyspieszenie 0-100 km/h: 12,6 s
- Prędkość maksymalna: 166 km/h

## Galeria

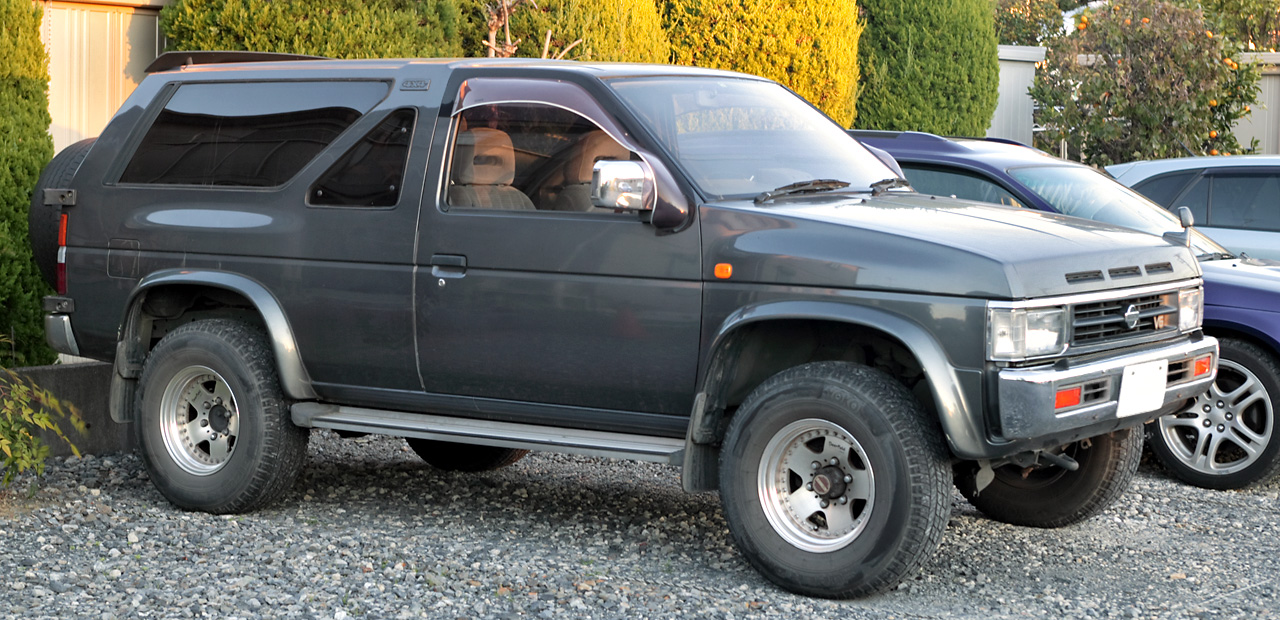
I generacja
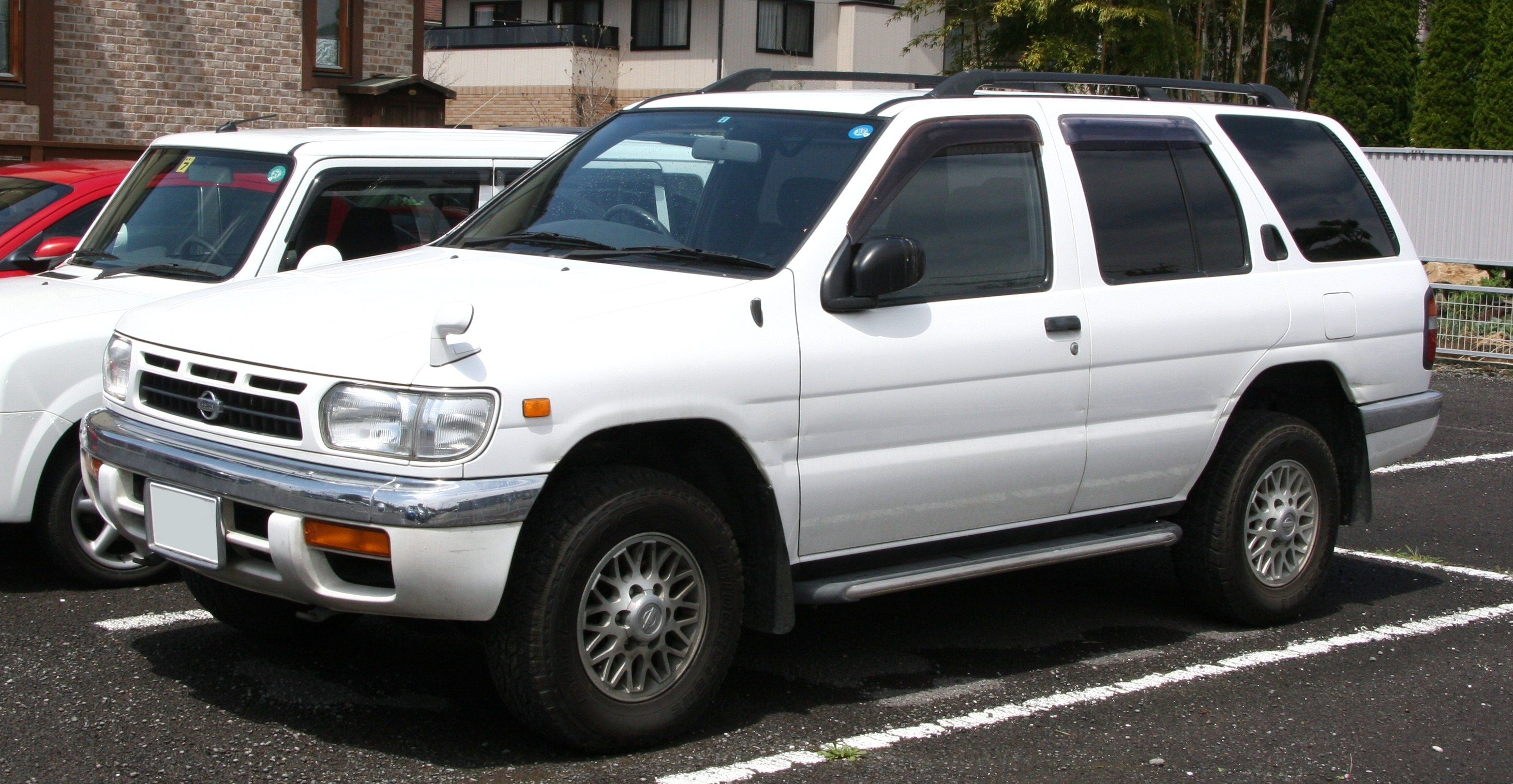
I generacja
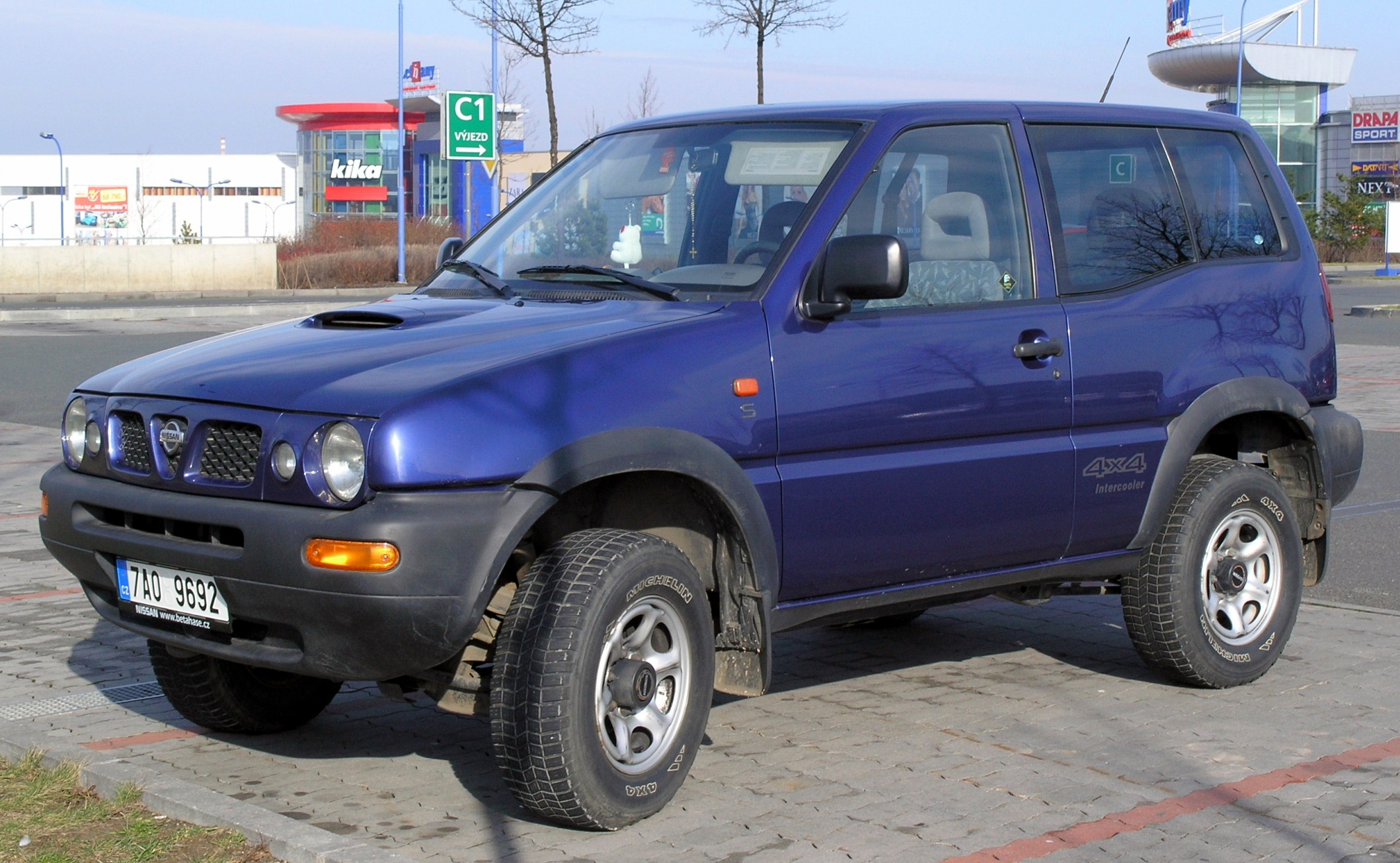
II generacja
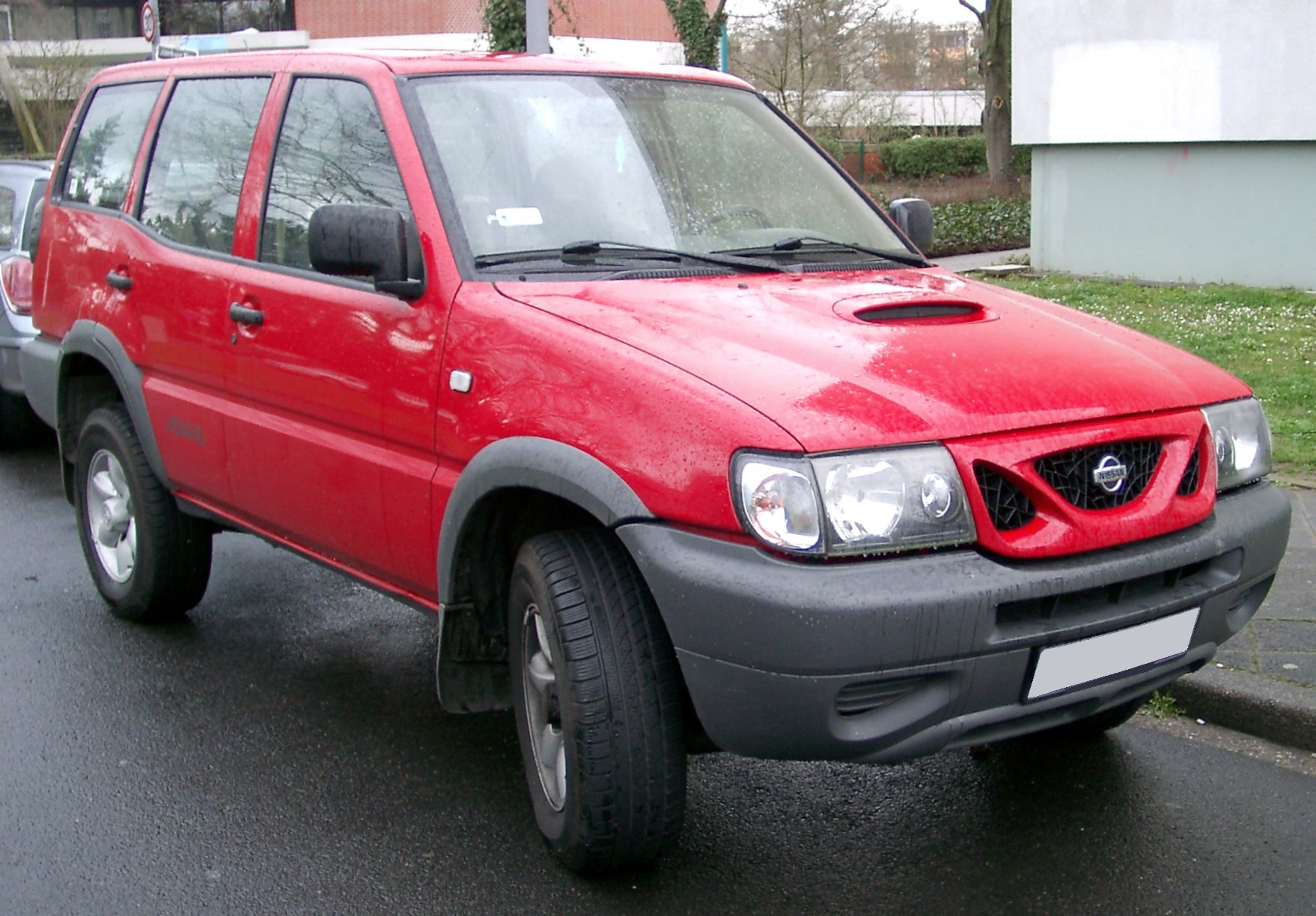
II generacja